# Suore francescane di Cristo Re
Le Suore Francescane di Cristo Re sono un istituto religioso femminile di diritto pontificio: i membri di questa congregazione pospongono al loro nome la sigla S.F.C.R.

## Storia
La congregazione trae origine da una comunità di terziarie francescane fondata presso il monastero di San Francesco della Vigna di Venezia da Maria Benedetta Carignano e Angelica Canal, sorta con l'approvazione del capitolo provinciale dei Frati Minori Osservanti del Veneto. La fraternità, dedita all'educazione delle giovani e all'assistenza alle donne anziane, venne approvata con bolla di papa Sisto IV del 1471.
Soppressa in età napoleonica (1810), venne ricostituita il 16 novembre 1849 come congregazione delle Terziarie Francescane di San Giuseppe, ma venne nuovamente disciolta dal governo sabaudo (1866).
Alcune religiose superstiti diedero nuova vita all'istituto il 13 luglio 1878: prima superiora dell'istituto fu Luigia Penso (1836-1907): il cardinale Aristide Cavallari, patriarca di Venezia, approvò la congregazione come istituto di diritto diocesano il 10 ottobre 1907 e, il 24 ottobre successivo, la comunità venne aggregata all'Ordine dei Frati Minori. La congregazione ha assunto l'attuale titolo per decreto del patriarca Pietro La Fontaine del 25 dicembre 1928.
L'istituto ha ricevuto il pontificio decreto di lode nel 1937.

## Attività e diffusione
Le suore si dedicano all'istruzione ed educazione cristiana della gioventù e alla gestione di convitti e collegi universitari.
Sono presenti in Italia, Albania, Brasile e Guinea-Bissau. La sede generalizia è a Venezia.
Al 31 dicembre 2005 l'istituto contava 316 religiose in 41 case.